# Måstjärnen, Dalarna
Måstjärnen är en sjö i Säters kommun i Dalarna och ingår i Dalälvens huvudavrinningsområde.